# Pyjama-Problem
Das Pyjama-Problem ist ein 2013 von Frederick Manners gelöstes Problem der Geometrie.

## Motivation
Unendlich lange Rechtecke der Breite 1/2, zentriert in den ganzzahligen Punkten der x-Achse, überdecken 50 % der Ebene. Wenn man das Muster um 90 Grad dreht, werden nochmal 50 % der Ebene überdeckt und wenn man die beiden Streifenmuster gitterförmig übereinanderlegt, dann überdeckt man 75 % der Ebene. Wenn man dann noch einmal um 45 Grad dreht und die drei Muster übereinander legt, hat man schon fast 98 % der Ebene überdeckt: in jedem Einheitsquadrat gibt es einen Anteil von {\displaystyle {\frac {3-2{\sqrt {2}}}{8}}}, der nicht überdeckt wird. Man kann dann versuchen, mit weiteren Drehungen letztlich die gesamte Ebene zu überdecken und kann dieselbe Frage auch für Rechtecke dünnerer Breite stellen.

## Problemstellung
Sei {\displaystyle \epsilon >0} beliebig. Kann man das Streifenmuster aus unendlich langen Rechtecken der Breite {\displaystyle \epsilon }, jeweils zentriert in den ganzzahligen Punkte der x-Achse, mit einer endlichen Zahl von Drehungen bereits die gesamte Ebene überdecken lassen?
Diese Frage wurde in Arbeiten von Malikioisis-Matolcsi-Ruzsa unter dem Namen "Pyjama-Problem" popularisiert.

## Lösung
Das Problem wurde 2013 von Frederick Manners gelöst, veröffentlicht 2015 in Inventiones Mathematicae. Die Lösung dieses elementargeometrischen Problems erforderte Methoden aus topologischer Dynamik und additiver Kombinatorik und insbesondere eine Variation von Furstenbergs x2x3-Theorem.